# Rangeley
Rangeley és una població dels Estats Units a l'estat de Maine (EUA). Segons el cens del 2000 tenia 1.052 habitants.

## Demografia
Segons el cens del 2000, Rangeley tenia 1.052 habitants, 468 habitatges, i 292 famílies. La densitat de població era de 9,8 habitants/km².
Dels 468 habitatges en un 24,1% hi vivien nens de menys de 18 anys, en un 51,9% hi vivien parelles casades, en un 7,1% dones solteres, i en un 37,6% no eren unitats familiars. En el 30,3% dels habitatges hi vivien persones soles el 14,1% de les quals corresponia a persones de 65 anys o més que vivien soles. El nombre mitjà de persones vivint en cada habitatge era de 2,24 i el nombre mitjà de persones que vivien en cada família era de 2,79.
Per edats la població es repartia de la següent manera: un 21,3% tenia menys de 18 anys, un 4,4% entre 18 i 24, un 25,3% entre 25 i 44, un 28,3% de 45 a 60 i un 20,7% 65 anys o més.
L'edat mediana era de 44 anys. Per cada 100 dones de 18 o més anys hi havia 97,1 homes.
La renda mediana per habitatge era de 33.382 $ i la renda mediana per família de 43.250 $. Els homes tenien una renda mediana de 32.426 $ mentre que les dones 19.519 $. La renda per capita de la població era de 19.052 $. Entorn del 9,3% de les famílies i l'11,7% de la població estaven per davall del llindar de pobresa.